# Franz Posch

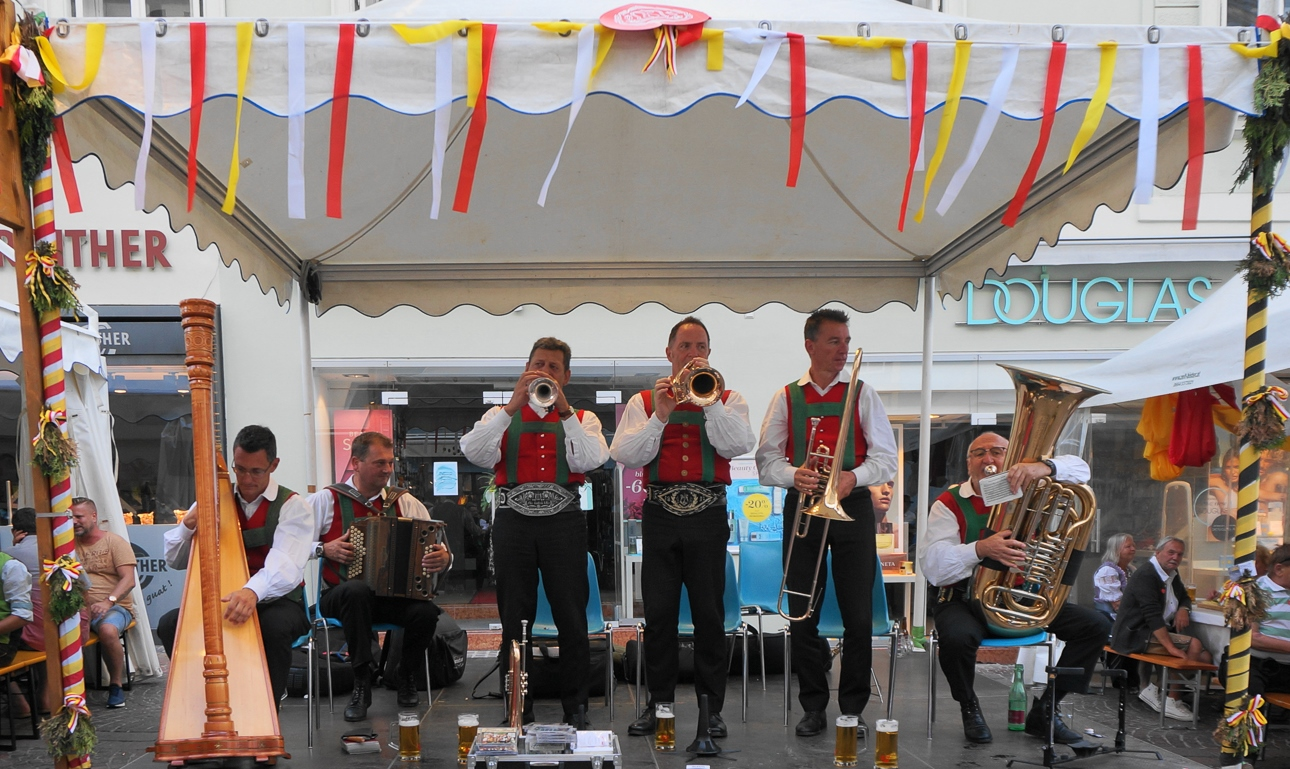
Die Innbrüggler mit ORF-Moderator Franz Posch (dritter Musiker von links) in der Sendung Mei liabste Weis beim Villacher Kirchtag, Kärnten, Österreich (2019)

Franz Christian Posch (* 12. August 1953 in Hall in Tirol) ist ein österreichischer Volksmusiker und Gestalter von Musiksendungen im Radio und Fernsehen.

## Leben
Posch begann sich im Alter von vier Jahren mit Musik zu beschäftigen, als er nach einer Lungenentzündung einen Winter lang das Haus nicht verlassen konnte und sich autodidaktisch das Spielen der diatonischen Ziehharmonika beibrachte. Später kamen Trompete, Klavier, Klarinette, Saxophon, Posaune, Gitarre und Volksmusikinstrumente wie Tiroler Volksharfe dazu. (In der Jubiläumssendung „20 Jahre Mei liabste Weis“ am 23. Februar 2008 spielte er in dem am meisten gewünschten Stück, dem Wasserleitungsmarsch, nacheinander diatonische Harmonika, Flügelhorn, Trompete, Ventilposaune, Tuba, Klarinette, Saxophon, Mundharmonika, Bassgeige und Kleine Trommel.)
Erste Rundfunkaufnahmen machte Franz Posch schon im Alter von zwölf Jahren, und als 15-Jähriger trat er bei Heinz Conrads in der Sendung „Guten Abend am Samstag“ auf.
Nach dem Besuch des Franziskaner-Gymnasiums in Hall war Franz Posch 14 Monate lang Erster Flügelhornist bei der Militärmusik Tirol. Danach studierte er Musik- und Leibeserziehung an der Universität in Innsbruck und war von 1977 bis 1990 Professor am Akademischen Gymnasium in Innsbruck. 1979 spondierte Posch zum Magister der Philosophie, 1986 promovierte er zum Doktor der Philosophie. Seit Herbst 1998 unterrichtet Franz Posch am Konservatorium in Innsbruck diatonische Ziehharmonika.
Von 1974 bis 1989 war er Mitglied der „Tiroler Kirchtagmusig“, von 1987 bis 1997 leitete er die „Dixielanders Hall“. Die 10-köpfige „Franz-Posch-Combo“, die er 1996 gründete, hat Tanz- und Unterhaltungsmusik bis hin zum Dixieland im Repertoire. Im Jahre 1991 stellte Franz Posch die Gruppe Innbrüggler zusammen. Die Gruppe besteht aus Musikanten der Dixielanders Hall sowie ehemaligen Schülern Poschs. Bei den Innbrügglern spielt Franz Posch Flügelhorn und Trompete.
Seit 1979 gestaltet Franz Posch regelmäßig Volksmusiksendungen für Radio Tirol, seit 1988 präsentiert er die Live-Fernsehreihe „Mei liabste Weis“.
„Diese Musik ist nicht kommerziell ausgerichtet und dadurch keinen Moden unterworfen. Die Volksmusik hält sich, weil sie am besten geeignet ist, im kleinen Kreis, in der Dorfgemeinschaft zu wirken.“ (Franz Posch)
Seit 2017 ist Franz Posch Kulturbotschafter für das Projekt „CASA HOGAR“, das sich für Frauenbildung in der kolumbianischen Krisenregion Chocó einsetzt.

## Schriften
- Gottlieb Weissbacher (1907–1988) : ein Beitrag zur Geschichte der Tiroler Tanzmusik. Diss. Univ. Innsbruck (Hochschulschriften Innsbruck 105), 1996.

## Auszeichnungen (Auszug)
- 2008: Verdienstkreuz des Landes Tirol
- 2013: Großes Ehrenzeichen für Verdienste um das Bundesland Niederösterreich[1]
- 2015: Ehrenzeichen des Landes Tirol
- 2024: Goldenes Ehrenzeichen für Verdienste um die Republik Österreich[2]
- 2025: Tiroler Volkskulturpreis[3][4]